# Conny Pohlers
Conny Pohlers (Halle (Saale), 16 november 1978) was een voetbalspeelster uit Duitsland.
In seizoen 2001/02 en 2010/11 was ze topscoorder van de Frauen Bundesliga. Ook werd ze vijfmaal kampioen van Duitsland.

## Statistieken
| Seizoen | Club              | Land      | Competitie        | Wedstrijden | Doelpunten |
| ------- | ----------------- | --------- | ----------------- | ----------- | ---------- |
| 2009/10 | FFC Frankfurt     | Duitsland | Frauen Bundesliga | 17          | 15         |
| 2009/10 | FFC Frankfurt II  | Duitsland | FRB2              | 1           | 0          |
| 2010/11 | FFC Frankfurt     | Duitsland | Frauen Bundesliga | 22          | 25         |
| 2011/12 | Wolfsburg         | Duitsland | Frauen Bundesliga | 22          | 19         |
| 2012/13 | Wolfsburg         | Duitsland | Frauen Bundesliga | 21          | 16         |
| 2013    | Washington Spirit | USA       | NWSL              | 13          | 1          |
| 2013/14 | Wolfsburg         | Duitsland | Frauen Bundesliga | 20          | 5          |
| Totaal  | Totaal            | Totaal    | Totaal            | 116         | 81         |

Laatste update: sep 2021

## Interlands
Pohlers speelde op de Olympische Zomerspelen van Athene in 2004 en op de
Olympische Zomerspelen van Beijing in 2008. Beide malen behaalde Duitsland de bronzen medaille.
In totaal speelde ze 67 wedstrijden voor het Duits vrouwenvoetbalelftal, en 6 wedstrijden voor Duitsland O21.
In 2003 werd ze wereldkampioen op het Wereldkampioenschap voetbal vrouwen 2003 in de Verenigde Staten.
In 2005 werd ze Europees kampioene op het Europees kampioenschap voetbal vrouwen 2005.
- Gemeinsame Normdatei: 1172782776
- Virtual International Authority File: 8216154441759735460001